# (223877) Kutler
(223877) Kutler est un astéroïde de la ceinture principale.

## Description
(223877) Kutler est un astéroïde de la ceinture principale. Il fut découvert le 15 octobre 2004 au Mont Lemmon par le programme Mount Lemmon Survey. Il présente une orbite caractérisée par un demi-grand axe de 3,05 UA, une excentricité de 0,34 et une inclinaison de 12,9° par rapport à l'écliptique.

## Compléments